# 田平天主堂
田平天主堂（たびらてんしゅどう）は、長崎県平戸市田平町小手田免にあるカトリック長崎教区の教会ならびにその聖堂である。正式にはカトリック田平教会（カトリックたびらきょうかい）、所在地にちなんで瀬戸山天主堂とも呼ばれる。国の重要文化財に指定されている。
平戸市田平町西部の開けた丘陵地の上に立つ赤煉瓦造りの教会からは平戸瀬戸とそこに架かる平戸大橋が望め、写真や絵画の題材としてもよく用いられている。

## 教会の保護者
- 日本二十六聖殉教者

## 沿革
明治時代にパリ外国宣教会のラゲ神父、ド・ロ神父らが私費で荒れ地を購入。そこに8家族を九十九島の黒島（佐世保市）や西彼杵半島の長崎市外海地区（小田平集落）等から移住させたのが田平天主堂の信者の最初である。
当時は6畳ほどの集会所であったが、1879年（明治12年）に仮聖堂が造られる。その後も信者数が増え、1914年（大正3年）に着任した中田神父のときに天主堂の建立が計画され、1918年（大正7年）、信徒たちが開墾した瀬戸山の地に、教会堂を得意とした棟梁鉄川与助の設計及び施工により建立される。5月にコンバス司教によって「日本二十六聖殉教者」に捧げて献堂された。総工費に2万円を要した。
戦時中には天主堂の半分が兵舎として使われたことから、米軍による機銃掃射を浴びせられた。
2003年（平成15年）に重要文化財となる。

### 世界遺産候補として
2007年1月23日、「長崎の教会群とキリスト教関連遺産」の構成資産として世界遺産暫定リストへの追加が決定。2014年にユネスコ世界遺産センターに推薦書が提出され、同年9月に諮問機関の国際記念物遺跡会議（イコモス）の現地調査を受けたが、「禁教期を主体にすべき」との指摘があり、推薦を一旦取り下げ検討した結果、田平には潜伏キリシタンの歴史がある訳ではなく禁教期との関係性がないことから、世界遺産の候補から除外されることになった。

## 建築概要

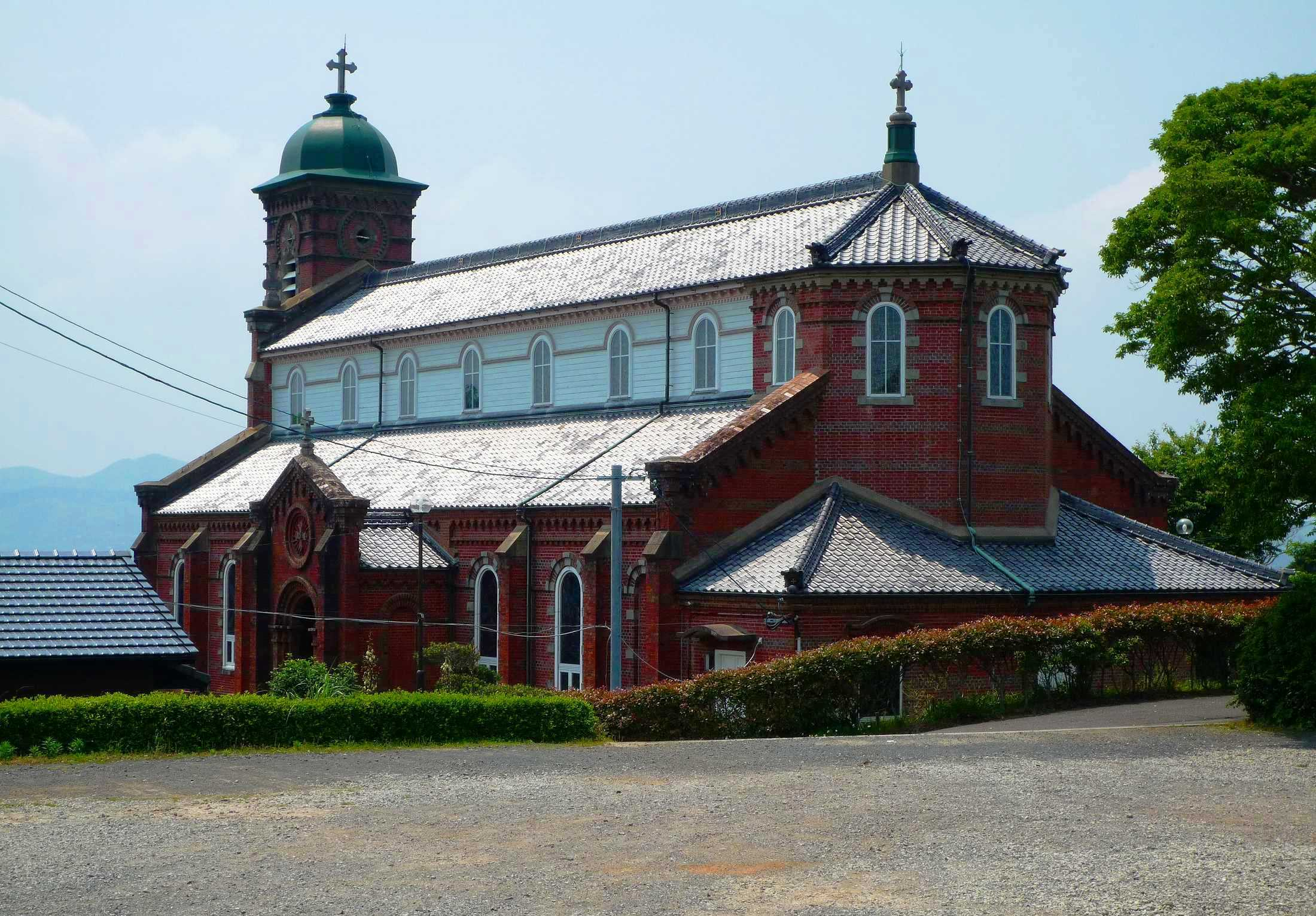
田平天主堂（側面）

- 設計・施工：鉄川与助
- 竣工：1918年
- 構造：煉瓦造り一部木造・瓦葺き平屋建て

### 特徴
今村天主堂とともに、鉄川与助の煉瓦造りの集大成と評価されている。
正面に会堂から飛び出した三層の長方形の塔が建ち、上部に8角形のドーム型の鐘塔を持つ形式は、日本独特のもので鉄川が好んだと言われている。煉瓦はイギリス積みで、交互に色の異なる煉瓦を積んでいる。
聖堂内側壁のステンドグラスは、ドイツ人マキシミリアノ・バルトズにより、2年かけて制作された。

## 所在地
〒859-4824 長崎県平戸市田平町小手田免19番地

## アクセス
- 松浦鉄道西田平駅から車で約5分、またはたびら平戸口駅から車で約10分
- 西肥バス「天主堂前」バス停下車（本数少ないため注意）

## 入堂に際しての注意点（掲示板より）
- 堂内では帽子を脱ぎ、私語を慎むこと。
- 堂内にある物に触れないこと。
- 柵内、内陣（祭壇域）に入らないこと。
- 堂内で飲食、喫煙、飲酒しないこと。
- 堂内の写真撮影は原則禁止。
- ミサ、冠婚葬祭などが行われている時は入堂しないこと。

## 周辺情報
- 長崎県立北松農業高等学校
- たびら昆虫自然園
- 田平公園
- 平戸大橋